# GSC2716-1108
GSC2716-1108 — хімічно пекулярна зоря спектрального класу A3, що має видиму зоряну величину в смузі V приблизно 10,2.

## Пекулярний хімічний склад
Зоряна атмосфера GSC2716-1108 має підвищений вміст 
Si
.